# 당 (독일)
당(독일어: Die Partei 디 파르타이[*])은 2004년 창당된 독일의 장난 정당이다. 기존 정당들과 정치인들을 놀리겠다는 취지로 만들어졌다. 독일 국민민주당, 자유유권자, 독일 해적당과 함께 독일의 주요 원외정당중 하나였으나, 2020년 사회민주당 출신 무소속 마르코 뷜로 의원의 입당으로 연방의회에 의석 1석을 가지게 됐다. 2017년부터 독일 녹색당, 안티파와 함께 독일을 위한 대안에 반대하는 집회를 여러번 하기도 했다.
당가로는 <Lied der PARTEI>('당'의 노래)를 쓰고있다. 이 노래의 제목은 옛 동독 사회주의통일당에서 쓰던 당가인 <Lied der Partei>(당의 노래)를 개사해 비꼰 것이다.

## 같이 보기
- 동맹 90/녹색당
- 헝가리 두 개의 꼬리가 있는 강아지의 당